# Język marind
Język marind – język papuaski używany w prowincji Papua w Indonezji. Według danych z 1987 r. posługiwało się nim wówczas 7 tys. osób.
Jest rozdrobniony wewnętrznie, według jednej z propozycji chodzi o grupę trzech języków. Odmiana bian (blisko 3 tys. użytkowników, 2002), niegdyś uważana za dialekt marind, jest klasyfikowana jako oddzielny język; dodatkowo B. Olsson (2021) postuluje odrębny status pozostałych dwóch odmian: nadbrzeżnej (Coastal Marind) i centralnej (zwanej Bush Marind). Czynniki etniczno-polityczne sprawiają, że wszystkie trzy języki uchodzą za dialekty języka marind. 
Sama nazwa „Marind” przypuszczalnie oznacza „ludzie rzeki Maro” (Maro-ind). Bywa też odnoszona do odległych językowo grup etnicznych, które znalazły się pod wpływem polityczno-kulturowym Marind (jak np. użytkownicy języka marori). Marind nadbrzeżny oddziaływał na różne języki regionu (m.in. marori, yelmek i maklew), zwłaszcza w zakresie leksyki.
Marind nadbrzeżny wykazuje wpływy odmian malajskiego (zarówno lokalnego malajskiego, jak i narodowego języka indonezyjskiego). Wśród grup Marind częsty jest code switching. Rodzimy system liczbowy wychodzi z obiegu, na korzyść użycia liczebników malajskich.
We wsiach w pobliżu miasta Merauke marind nadbrzeżny jest wypierany przez lokalny malajski. Niemniej odnotowano, że w bardziej oddalonych miejscowościach pozostaje w powszechnym użyciu. W niektórych wsiach stanowi wyraźnie preferowany środek komunikacji. Jednocześnie z dostępnych danych wynika, że marind bian jest zdecydowanie zagrożony wymarciem.
W klasyfikacji Ethnologue języki marind (w tym marind właściwe – marind i marind bian) tworzą gałąź języków transnowogwinejskich. T. Usher i E. Suter (2015) postulują ich przynależność do nowo zaproponowanej rodziny anim.
Najlepiej poznany spośród języków anim. Został opisany w postaci wczesnych opracowań gramatycznych (1926, 1955) i słowników (1922, 1933). W nowszych czasach (XXI w.) powstało obszerne opracowanie gramatyczne poświęcone Coastal Marind (2017, 2021) . W piśmiennictwie stosuje się alfabet łaciński.